# Johannes Dubravius

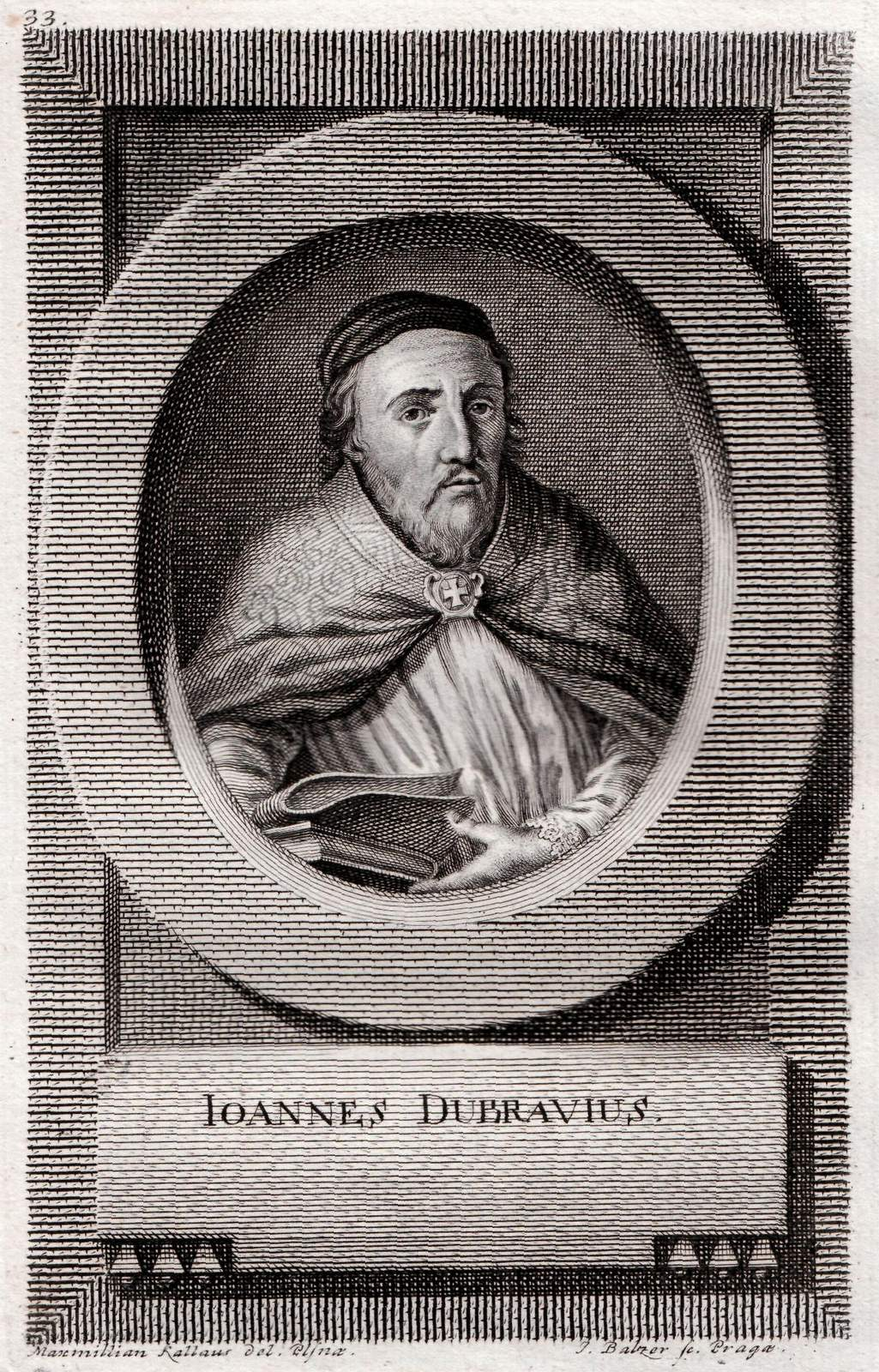
Johannes Dubravius
Kupferstich von Johann Balzer (1772)

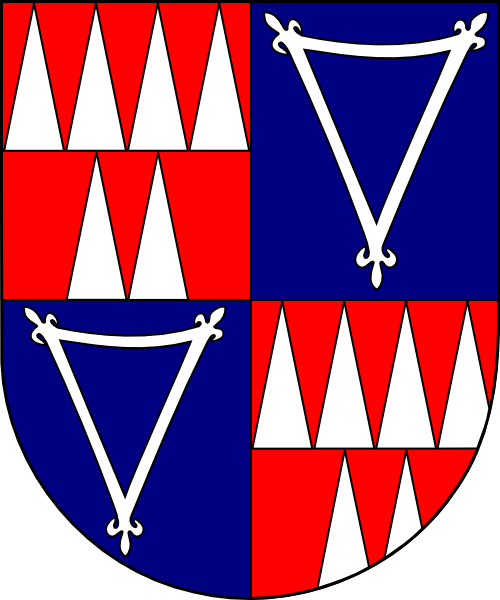
Johannes Dubravius, Bischof von Olmütz (1541–1553)

Johannes Dubravius (nach der Bischofsliste von Olmütz: Johannes XVI. Dubravius; tschechisch: Jan Skála z Doubravy; * 1486 vermutlich in Pilsen; † 6. September 1553 in Kremsier) war Bischof von Olmütz.

## Werdegang
Johannes entstammte der Familie Skála von Doubrava. Sein latinisierter Name Dubravius ist von Doubrava abgeleitet. Er studierte in Wien, Pavia und Padua, wo er den akademischen Grad eines Dr. iur. utr. erwarb. Nach seiner Rückkehr aus Italien wurde er Kanoniker des Olmützer Domkapitels und Sekretär des Olmützer Bischofs Stanislaus von Thurzo, der ihn später zum bischöflichen Rat und danach zum Kanzler beförderte. Weitere Pfründen erhielt er als Archidiakon und Propst von Kremsier und Propst von Wolframitzkirchen bei Znaim. Nach dem Ritterschlag, den er 1517 von König Ludwig erhalten hatte, nannte er sich Skála z Dubravská a z Hradiště, dem er später auch den Zusatz z Blanště zufügte (von Doubravka und Hradisch auf Blansko).
Als Gesandter und Rat des Bischofs nahm er an den Landtagsberatungen zur Türkenabwehr teil und erhielt für die damit verbundenen Verdienste 1526 von König Ludwig Schloss und Stadt Lundenburg. 1535 war er Mitglied der Kommission zur Reform der mährischen Landesordnung.

## Bischof von Olmütz
Nach dem Tod des Olmützer Bischofs Bernhard Zoubek von Zdětín gehörte Dubravius neben Jan Horák von Milešov (Johann Hasenberger), der Domherr in Olmütz, Breslau und Prag war, zu den möglichen Nachfolgekandidaten. Nachdem Horák gegen Zahlung einer Pension auf die Nachfolge verzichtete, wählte das Domkapitel am 4. April 1541 Johannes Dubravius. Der päpstlichen Bestätigung vom 27. Juni des Jahres folgte am 2. Januar 1542 die Bischofsweihe durch den Krakauer Weihbischof.
Auch als Bischof nahm Dubravius als Vertreter des böhmischen Königs und späteren Kaisers Ferdinand I. an den böhmischen Landtagen teil. 1544 und 1545 verhandelte er im königlichen Auftrag mit den böhmischen Ständen über die Türkenhilfe. Er bemühte sich um die Erneuerung des Prager Erzbistums und verhandelte diesbezüglich mit dem utraquistischen Konsistorium über eine Union mit der katholischen Kirche. Erfolglos setzte er sich während des Ständeaufstands von 1547 für einen Verzicht der Stände auf die Rebellion ein.
Als Humanist und Diplomat hatte Dubravius wenig Neigung für religiöse und pastorale Aufgaben. In seinem Sprengel setzte er sich für die wirtschaftlichen und rechtlichen Belange der bischöflichen Güter ein. Er vollendete den unter Stanislaus von Thurzo begonnenen Bau der bischöflichen Residenz. Den Utraquisten verweigerte er die priesterlichen Weihen; 1548 unterstützte er zudem die Vertreibung der Böhmischen Brüder.
Durch sein Studium bei Conrad Celtis und sein Wirken für Bischof Thurzo, der den Olmützer Humanistenkreis förderte, trat Dubravius auch mit eigenen Werken zur Geschichtsschreibung hervor. Daneben war er aber auch der Autor einer Anweisung zur Fischzucht und Fischteichtechnik, die er für die oberungarischen Unternehmen von Franz Thurzo und Anton Fugger verfasste.

## Werke
- Historia regni Boihemiae. Proßnitz 1552
- Theriobulia Joannis Dubravii sive De regiis praeceptis. Nürnberg 1520 (Übersetzung der Versallegolie Nová rada von Smil Flaška von Pardubitz)
- De piscinis. Nürnberg 1596
- Jo. Dubravii, Olomuzensis episcopi, Historia Bohemica. Frankfurt 1687
- Buch von den Teichen und den Fischen, welche in denselben gezüchtet werden; in fünf Büchlein, Breslau 1547 (übers. u. bearb. von A. Wüstner u. J. Kollmann, Wien 1906)